# Список предстоятелів Болгарської православної церкви

## Архієпископи Болгарські (870–919)
| Титул       | Ім'я      | Ім'я при народженні | Роки перебування на посаді | Місце перебування кафедри |
| Архієпископ | Йосип І   |                     | 870 — близько 877          | Пліска                    |
| Архієпископ | Георгій   |                     | близько 877–893            | Пліска                    |
| Архієпископ | Іоанн     |                     | близько 894–917            | Велікі-Преслав            |
| Архієпископ | Леонтій І |                     | 917–919                    | Велікі-Преслав            |

## Болгарські патріархи (919–1018)
Болгарське архієпископство було проголошено автокефальним і зведено до рангу патріархату на церковно-національному соборі, що відбувся 918 або 919 р.
| Титул       | Ім'я       | Ім'я при народженні | Роки перебування на посаді  | Місце перебування кафедри              |
| Архієпископ | Леонтій І  |                     | 919–927                     | Велікі-Преслав                         |
| Архієпископ | Димитрій І |                     | близько 927 — близько 930   | Велікі-Преслав                         |
| Архієпископ | Сергій     |                     | близько 931 — близько 940   | Велікі-Преслав                         |
| Архієпископ | Григорій І |                     | близько 940 — близько 944   | Велікі-Преслав                         |
| Патріарх    | Даміан     |                     | близько 944 — близько 972   | Велікі-Преслав, Дуростор, Средець (?)  |
| Патріарх    | Герман     |                     | близько 972 — близько 990   | Средець (?), Воден, Меглен (?), Преспа |
| Патріарх    | Миколай    |                     | близько 991 — близько 1000  | Преспа (?)                             |
| Патріарх    | Филип      |                     | близько 1000 — близько 1015 | Охрид                                  |
| Патріарх    | Давид      |                     | близько 1015–1018           | Охрид                                  |

З розгромом Болгарського царства 1018 року, церква була підпорядкована Константинополю, була створена Охридська автокефальна архієпископія. До складу архієпископії входили болгарські єпархій, єпархії сербських, албанських земель, Епіра і Фессалії. Межі архієпископії залишилися тими ж, що і при болгарському царстві (часів його розквіту при Самуїлі).

## Болгарські патріархи (1186–1393)
| Титул    | Ім'я        | Ім'я при народженні | Роки перебування на посаді  | Місце перебування кафедри |
| Патріарх | Василь І    |                     | 1186–1232                   | Велико Тирново            |
| Патріарх | Йоаким І    |                     | 1232–1246                   | Велико Тирново            |
| Патріарх | Віссаріон   |                     | близько 1246                | Велико Тирново            |
| Патріарх | Василь ІІ   |                     | 1246 — близько 1254         | Велико Тирново            |
| Патріарх | Василь ІІІ  |                     | близько 1254–1263           | Велико Тирново            |
| Патріарх | Йоаким ІІ   |                     | 1263–1272                   | Велико Тирново            |
| Патріарх | Ігнатій     |                     | 1272–1277                   | Велико Тирново            |
| Патріарх | Макарій     |                     | 1277–1284                   | Велико Тирново            |
| Патріарх | Йоаким ІІІ  |                     | 1284–1300                   | Велико Тирново            |
| Патріарх | Доротей     |                     | 1300 — близько 1315         | Велико Тирново            |
| Патріарх | Роман       |                     | близько 1315 — близько 1325 | Велико Тирново            |
| Патріарх | Феодосій І  |                     | близько 1325–1337           | Велико Тирново            |
| Патріарх | Іоаникій І  |                     | 1337 — близько 1340         | Велико Тирново            |
| Патріарх | Симеон      |                     | близько 1341–1348           | Велико Тирново            |
| Патріарх | Теодосій ІІ |                     | 1348–1363                   | Велико Тирново            |
| Патріарх | Іоаникій ІІ |                     | 1363–1375                   | Велико Тирново            |
| Патріарх | Євтимій І   |                     | 1375–1393                   | Велико Тирново            |

## Болгарські екзархи (1872–1915)
| Титул  | Ім'я    | Ім'я при народженні     | Роки перебування на посаді      | Місце перебування кафедри |
| Екзарх | Іларіон | Іван Іванов             | 12 лютого — 16 лютого 1872      | Константинополь           |
| Екзарх | Антим І | Атанас Михайлов Чальков | 16 лютого 1872 — 14 квітня 1877 | Константинополь           |
| Екзарх | Йосип І | Лазар Йовчев            | 14 квітня 1877 — 20 червня 1915 | Константинополь і Софія   |

## Намісники-голови Святого СинодуБолгарської Православної Церкви(1915–1945)
| Титул      | Ім'я     | Ім'я при народженні            | Роки перебування на посаді       | Місце перебування кафедри |
| Митрополит | Парфеній | Петро Попстефанов Іванов Попов | 1915–1918                        | Софія                     |
| Митрополит | Василь   | Василь Михайлов                | 1918–1921                        | Софія                     |
| Митрополит | Максим   | Марін Пенчов Пелов             | 1921 — 28 березня 1928           | Софія                     |
| Митрополит | Климент  | Григорій Іванов Шивачов        | 28 березня 1928 — 3 березня 1930 | Софія                     |
| Митрополит | Неофіт   | Микола Димитров Караабов       | 4 березня 1930 — 15 жовтня 1944  | Софія                     |
| Митрополит | Стефан   | Стоян Попгеоргієв Шоков        | 16 жовтня 1944 — 21 січня 1945   | Софія                     |

## Болгарські екзархи (1945–1948)
| Титул  | Ім'я     | Ім'я при народженні     | Роки перебування на посаді     | Місце перебування кафедри |
| Екзарх | Стефан І | Стоян Попгеоргієв Шоков | 21 січня 1945 — 6 вересня 1948 | Софія                     |

## Намісники-голови Святого СинодуБолгарської православної церкви(1948–1953)
| Титул      | Ім'я    | Ім'я при народженні           | Роки перебування на посаді      | Місце перебування кафедри |
| Митрополит | Михайло | Дмитро Тодоров Чавдаров       | 8 листопада 1948 — 4 січня 1949 | Софія                     |
| Митрополит | Паїсій  | Олександр Райков Анков        | 4 січня 1949 — 3 січня 1951     | Софія                     |
| Митрополит | Кирил   | Костянтин Марков Константинов | 3 січня 1951 — 10 травня 1953   | Софія                     |

## Болгарські патріархи з1953року
| Титул    | Ім'я     | Ім'я при народженні            | Роки перебування на посаді        | Місце перебування кафедри |
| Патріарх | Кирил І  | Константин Марков Константинов | 10 травня 1953 — 7 березня 1971   | Софія                     |
| Патріарх | Максим І | Марін Найдйонов Мінков         | 7 березня 1971 — 6 листопада 2012 | Софія                     |
| Патріарх | Неофіт І | Симеон Николов Димитров        | 24 лютого 2013 — 13 березня 2024  | Софія                     |
| Патріарх | Даниїл І | Атанас Триандафилов Николов    | 30 червня 2024 —                  | Софія                     |